# 莫伊塞斯貝爾托尼
莫伊塞斯貝爾托尼（西班牙語：Doctor Moisés S. Bertoni），是巴拉圭的城鎮，位於該國東南部，由卡薩帕省負責管轄，始建於1880年，距離亞松森260公里，面積637平方公里，海拔高度116米，2002年人口5,002，人口密度每平方公里7人。